# Questão polonesa

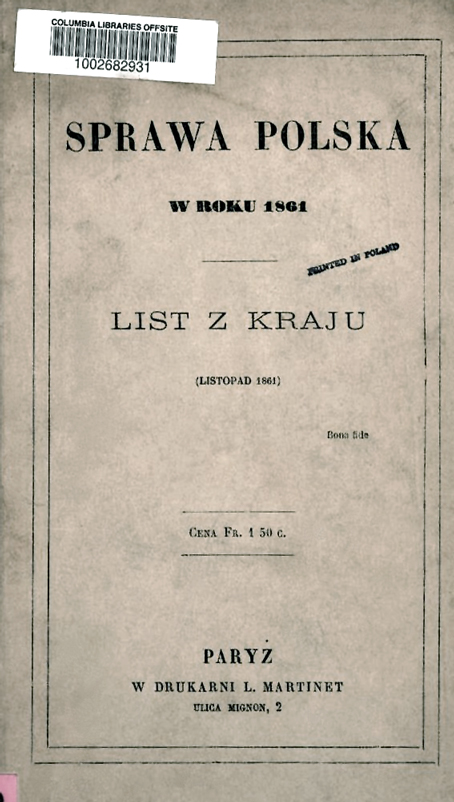
Capa do livro Sprawa polska w roku 1861. List z kraju (Listopad 1861). Inglês: The Polish Question in 1861. Letter from the Homeland (November 1861) publicado em polonês por L. Martinet publishing, Paris

A questão polonesa (em polonês/polaco:  kwestia polska ou sprawa polska) é a questão, na política internacional, da existência da Polônia como um Estado independente. Levantada logo após as partições da Polônia no final do século XVIII, tornou-se uma questão corrente na diplomacia europeia e estadunidense durante todo o século XIX e parte do século XX. O historiador Norman Davies observa que a questão polonesa é a lente primária através do qual a maioria da historiografia da Europa discute a história da Polônia, e foi um dos temas mais comuns da política europeia por perto de dois séculos. A questão polonesa foi um dos principais assuntos em todas as grandes conferências de paz europeias: em 1815, no Congresso de Viena; em 1919 na Conferência de Versalhes; e na Conferência de Yalta e na Conferência de Potsdam, em 1945. Como Piotr Wandycz observa: "o que para os poloneses foi a causa polonesa, para o mundo exterior era a questão polonesa."

## História
Depois das partições da Polônia do final do século XVIII, a Comunidade Polaco-Lituana deixou de existir, dividida entre o Império Austríaco, o Reino da Prússia e o Império Russo.  A eliminação da Polônia do mapa da Europa tornou-se fundamental para manter o equilíbrio de poder europeu durante o próximo século.  O termo "questão polonesa" entrou em uso pouco depois, porque algumas das grandes potências assumiram  interesse em perturbar esse status quo, na esperança de se beneficiar da recriação do estado polonês, começando com a França sob Napoleão Bonaparte, que considerou os poloneses recrutas úteis em suas guerras com as forças de ocupação da Polônia. O termo "questão polonesa" seria ouvido novamente depois do fracassado Levante de Novembro de 1831,  durante a "Primavera das Nações" em 1848-1849, e novamente após a mal sucedida Revolta de Janeiro de 1863, em que os polacos e lituanos se rebelaram contra o Império Russo, tentando restaurar a independência de seu país.  Na era da ascensão do nacionalismo, a questão de saber se uma Polônia independente deveria ser restaurada, e também que significava ser um polo, ganha cada vez mais notoriedade. Nas décadas que se seguiram, o termo se tornou menos utilizado, uma vez que não houve novos grandes levantes ocorridos na Polônia para atrair a atenção mundial.  A questão foi novamente amenizada pelo fato de que as três potências da partição foram aliadas comuns por mais de um século (cf. Liga dos Três Imperadores), e sua diplomacia foi bem sucedida em manter a questão suprimida para que nenhuma solução séria aparecesse à vista. Fora das três potências de partição, para a Prússia a questão polonesa era de fundamental importância uma vez que a existência da Prússia estava ligada ao Estado polonês sendo derrotado. 
A questão polonesa ressurgiu com força durante a Primeira Guerra Mundial, quando as potências de partição lutaram entre si, levando-as a tentativas de cortejar seus respectivos cidadãos polacos. Em sua nota de 20 de janeiro de 1914, o ministro das Relações Exteriores russo Sazonov propôs a restauração de um reino autônomo da Polônia com a língua polonesa usada em escolas e na administração local, pelo qual a Silésia oriental, a Galícia ocidental e Poznan oriental seriam anexados depois da guerra,  e em 16 de agosto de 1914 ele persuadiu o czar que a Rússia deveria procurar a reintegração de um estado unificado polaco como um de seus objetivos de guerra. 
Em 1916, a Alemanha, com o Ato de 5 de novembro, prometeu publicamente criar o Reino Regencial da Polônia, enquanto secretamente planejava anexar até 35.000 quilômetros quadrados de seu território e a limpeza étnica de até 3 milhões de poloneses e judeus para dar espaço para os colonos alemães depois da guerra.  Isto fez com que o parlamento francês comentasse que o manifesto "selou a questão polonesa com um caráter internacional". A Rússia protestou contra o movimento, uma vez que via o seu próprio Estado polonês remanescente, o Congresso da Polônia (ou Terra de Vistula) como a única "Polônia" que importava.  Logo, porém, os russos seguiram o movimento terno alemão, e prometeram aos poloneses maior autonomia. Esta oferta foi mencionada nos Estados Unidos no discurso "Peace Without Victory" de Woodrow Wilson em 1917.  A questão polonesa foi temporariamente resolvida com a restauração da independência polonesa após a Primeira Guerra Mundial.
O termo tornou-se uma vez mais relevante durante a Segunda Guerra Mundial uma vez que depois da invasão alemã da Polônia, o futuro da Polônia ocupada tornou-se mais uma vez uma questão de debate entre as grandes potências da época, ou seja, o Reino Unido, os Estados Unidos e a União Soviética.
O termo também foi usado mais tarde, no século XX, na década de 1980 durante o período do Solidarność, quando ativistas da oposição lutaram para libertar a República Popular da Polônia do bloco soviético comunista.